# William Kimberly

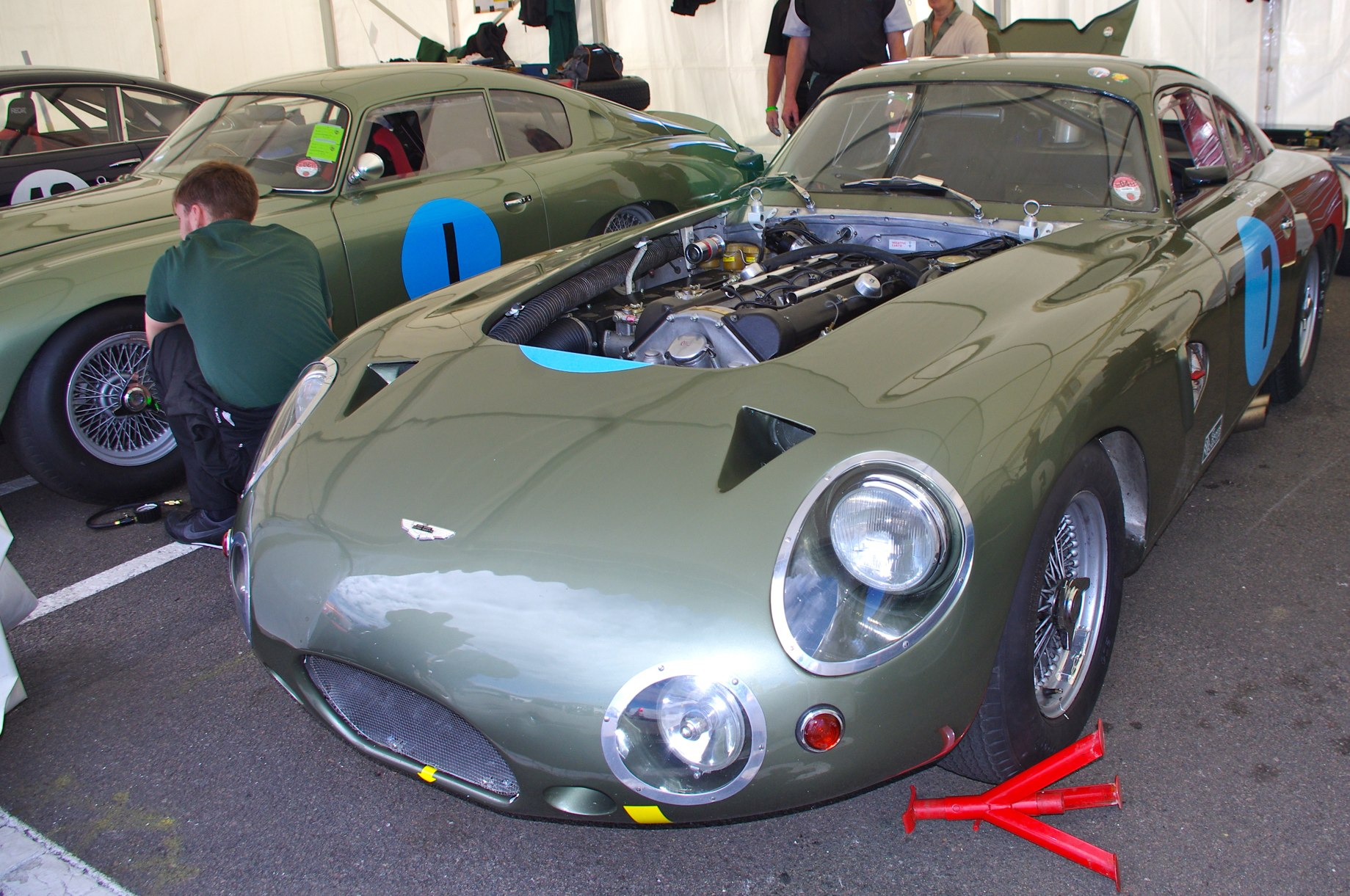
Der Aston Martin DP214 mit der Startnummer 7. Jo Schlesser und William Kimberly fuhren diesen Wagen beim 24-Stunden-Rennen von Le Mans 1963. Das Fahrzeug fiel nach 139 gefahrenen Runden wegen eines Motorschadens aus

William Essick „Bill“ Kimberly (* 19. März 1933 in Neenah; † 21. Oktober 2017 in London) war ein US-amerikanischer Autorennfahrer.

## Karriere als Rennfahrer
Bill Kimberly entstammt der Kimberly-Familie, die Miteigentümer des Hygieneartikel-Herstellers Kimberly-Clark ist. Wie sein Onkel Jim (1907–1994) wurde Bill Kimberly Rennfahrer. Er war eng mit Augie Pabst befreundet, der im selben Jahr wie er geboren wurde, und den er auf dem College kennengelernt hatte. Pabst brachte ihn zum Rennsport, wo er 1955 mit ersten Antraten bei Clubrennen eine Karriere als Fahrer begann.
1956 fuhr er auf dem Triumph TR2 in der SCCA National Sports Car Championship und 1957 in derselben Meisterschaft auf einem AC Ace und einem Austin-Healey 100. 1958 debütierte er auf einem Triumph TR3 beim 12-Stunden-Rennen von Sebring und 1959 beim 24-Stunden-Rennen von Le Mans. Bill Kimberly konnte auf das Vermögen seiner Familie zurückgreifen und besaß Ende der 1950er-Jahre mehrere Ferrari-Rennsportwagen. Dazu gehörten ein 500 TR, ein 315 Sport und ein 250 Testa Rossa, den er im Frühjahr 1959 um 4250 US-Dollar Lloyd Casner abkaufte. In Le Mans fuhr Kimberly einen 3-Liter-Test-Rossa der Edwin Martin gehörte und von diesem auch gemeldet wurde. Der Einsatz endete nach einem Getriebeschaden am Ferrari vorzeitig.
Soweit dies möglich war, bestritt Bill Kimberly Rennen, wo er selbst die Rennwagen meldete mit der Startnummer 5. Es war dies die Nummer auch sein Onkel Jim bevorzugte. Bis 1965 fuhr er Rennen, dann trat nach der Heirat mit seiner Frau Elena vom aktiven Rennsport zurück. Er feierte in seiner Karriere zwei Gesamt- und sechs Klassensiege. Zu Beginn der 1960er-Jahre war er Teammitglied bei Briggs Cunningham und dem North American Racing Team. Gemeinsam mit Cunningham wurde er 1961 auf einem Maserati Tipo 60 Gesamtachter in Le Mans. Seine beste Platzierung im Schlussklassement dieses 24-Stunden-Rennens. In Sebring war das beste Ergebnis der siebte Rang 1960.

## Statistik

### Le-Mans-Ergebnisse
| Jahr | Team                      | Fahrzeug           | Teamkollege       | Platzierung | Ausfallgrund    |
| ---- | ------------------------- | ------------------ | ----------------- | ----------- | --------------- |
| 1959 | Edwin Martin              | Ferrari 250TR58    | Edwin Martin      | Ausfall     | Getriebeschaden |
| 1960 | Briggs S. Cunningham      | Chevrolet Corvette | Briggs Cunningham | Ausfall     | Unfall          |
| 1961 | Briggs Cunningham         | Maserati Tipo 60   | Briggs Cunningham | Rang 8      |                 |
| 1962 | Briggs Cunningham         | Maserati Tipo 151  | Dick Thompson     | Ausfall     | Motorschaden    |
| 1963 | Aston Martin Lagonda Ltd. | Aston Martin DP214 | Jo Schlesser      | Ausfall     | Motorschaden    |

### Sebring-Ergebnisse
| Jahr | Team                       | Fahrzeug           | Teamkollege       | Teamkollege | Platzierung | Ausfallgrund |
| ---- | -------------------------- | ------------------ | ----------------- | ----------- | ----------- | ------------ |
| 1958 | Standard Motor Company     | Triumph TR3        | Mike Rothschild   | Bill Lott   | Rang 20     |              |
| 1960 | North American Racing Team | Ferrari 250 GT LWB | George Arents     |             | Rang 7      |              |
| 1961 | Momo Corporation           | Maserati Tipo 60   | Briggs Cunningham |             | Rang 19     |              |
| 1963 | Briggs Cunningham          | Jaguar E-Type      | Paul Richards     |             | Rang 19     |              |

### Einzelergebnisse in der Sportwagen-Weltmeisterschaft
| Saison | Team                               | Rennwagen                         | 1   | 2   | 3   | 4   | 5   | 6   | 7   | 8   | 9   | 10  | 11  | 12  | 13  | 14  | 15  | 16  | 17  | 18  | 19  | 20  | 21  | 22  |
| ------ | ---------------------------------- | --------------------------------- | --- | --- | --- | --- | --- | --- | --- | --- | --- | --- | --- | --- | --- | --- | --- | --- | --- | --- | --- | --- | --- | --- |
| 1958   | Standard Motor Company             | Triumph TR3                       | BUA | SEB | TAR | NÜR | LEM | RTT |     |     |     |     |     |     |     |     |     |     |     |     |     |     |     |     |
| 1958   | Standard Motor Company             | Triumph TR3                       | 20  |     |     |     |     |     |     |     |     |     |     |     |     |     |     |     |     |     |     |     |     |     |
| 1959   | Edwin Martin                       | Ferrari 250TR                     | SEB | TAR | NÜR | LEM | RTT |     |     |     |     |     |     |     |     |     |     |     |     |     |     |     |     |     |
| 1959   | Edwin Martin                       | Ferrari 250TR                     | DNF |     |     |     |     |     |     |     |     |     |     |     |     |     |     |     |     |     |     |     |     |     |
| 1960   | NART Briggs Cunningham             | Ferrari 250 GT Chevrolet Corvette | BUA | SEB | TAR | NÜR | LEM |     |     |     |     |     |     |     |     |     |     |     |     |     |     |     |     |     |
| 1960   | NART Briggs Cunningham             | Ferrari 250 GT Chevrolet Corvette |     | 7   |     |     | DNF |     |     |     |     |     |     |     |     |     |     |     |     |     |     |     |     |     |
| 1961   | Momo Corporation Briggs Cunningham | Maserati Tipo 60                  | SEB | TAR | NÜR | LEM | PES |     |     |     |     |     |     |     |     |     |     |     |     |     |     |     |     |     |
| 1961   | Momo Corporation Briggs Cunningham | Maserati Tipo 60                  | 19  |     |     | 8   |     |     |     |     |     |     |     |     |     |     |     |     |     |     |     |     |     |     |
| 1962   | Briggs Cunningham                  | Maserati Tipo 151                 | DAY | SEB | SEB | MAI | TAR | BER | NÜR | LEM | TAV | CCA | RTT | NÜR | BRI | BRI | PAR |     |     |     |     |     |     |     |
| 1962   | Briggs Cunningham                  | Maserati Tipo 151                 |     |     |     |     | DNF |     |     |     |     |     |     |     |     |     |     |     |     |     |     |     |     |     |
| 1963   | Briggs Cunningham Aston Martin     | Jaguar E-Type Aston Martin DP214  | DAY | SEB | SEB | TAR | SPA | MAI | NÜR | CON | ROS | LEM | MON | WIS | TAV | FRE | CCE | RTT | OVI | NÜR | MON | MON | TDF | BRI |
| 1963   | Briggs Cunningham Aston Martin     | Jaguar E-Type Aston Martin DP214  |     |     | 19  |     |     |     |     |     |     | DNF |     |     |     |     |     |     |     |     |     |     |     |     |